# 佐々頼起
佐々 頼起（さっさ よりおき）は、鎌倉時代中期の人物。

## 略歴
佐々木泰綱の三男として誕生。
兄の佐々木頼綱と同様、5代執権・北条時頼から偏諱を受けて頼起と名乗ったものと思われる。
佐々氏を称し、戦国武将の佐々成政の祖先であるという説があるが、確定的ではない。『尊卑分脈』には彼に関する記載がない。